# Josep Ismael Antó i Bosquet
Josep Ismael Antó i Bosquet, també conegut com a Antonet, (Tortosa, 10 de desembre de 1930 - Tortosa, 21 d'agost del 2015) fou un futbolista català de la dècada de 1950.

## Trajectòria
Jugava a la posició d'extrem esquerre. La temporada 1951-52 començà a destacar al CD Tortosa. A continuació passà per la UD Melilla on realitzava el servei militar i la temporada 1954-55 fitxà pel RCD Espanyol. No tingué molts minuts a l'equip d'Alejandro Scopelli, ni dels seus substituts, Odilio Bravo, ni el tàndem Ricard Zamora-Josep Espada. Fou una temporada amb resultats dolents i on no es va saber trobar un bon recanvi per al xilè Chico Ramírez. Antó només jugà 4 partits de lliga on no marcà cap gol. La següent temporada fitxà pel València CF, on jugà 8 partits a Primera, marcant dos gols, però tampoc es consolidà com a titular. Després jugà al Real Jaén, CD Tenerife, on jugà dues temporades a molt bon nivell, Recreativo de Huelva, Gimnàstic de Tarragona i CD Tortosa.
Un cop retirat romangué lligat a la Penya Blanc-i-blava de Tortosa i Comarca i el 2014 dirigia Càritas Interparroquial de Tortosa.